# Marie de Saint-Étienne de La Tour
Marie de Saint-Étienne de La Tour, née vers 1654, est une seigneuresse de Port-Royal vers 1692, après la mort de son mari, Alexandre Le Borgne de Belle-Isle, jusqu'à sa propre mort le 28 mai 1739.

## Biographie
Marie de Saint-Étienne de La Tour est née vers 1654 . Ses parents sont Charles de Saint-Étienne de La Tour et Jeanne Motin de Reux, veuve de Charles de Menou d'Aulnay. Ces derniers se sont mariés l'année précédente en 1653 à Port-Royal afin de mettre un terme au conflit qui sévissaient entre La Tour et Aulnay. Les autres enfants du couple sont Jacques (marié à Anne Melanson), Charles, Marguerite (mariée à Abraham Mius de Plemazais), et Anne (mariée à Jacques Mius d’Entrement, baron de Pobomcoup).
Vers 1675, Marie de Saint-Étienne épouse le seigneur de Port-Royal, Alexandre Le Borgne de Belle-Isle, le deuxième fils d'Emmanuel Le Borgne et de Janne François. Cette union permet à différents partis de se réunir. En effet, Emmanuel Le Borgne a avancé d'importantes sommes d'argent à Charles de Menou d'Aulnay pour ses propriétés acadiennes. En 1665, lorsque son père retourna en France, Alexandre pris le relais de ses affaires et tomba donc en conflit avec la mère de Marie, Jeanne Motin de Reux qui était la veuve d'Aulnay. Ensemble, le couple a sept enfants: Emmanuel (1676), Marie (1678), Alexandre (1680), Jeanne (1682), Charles (1685), Marie-Françoise (1688), and Anne (1690).  
Vers 1692, lorsque son mari ,Alexandre Le Borgne de Belle-Isle, décède, Marie lui succède comme seigneuresse de Port-Royal. Jusqu'à sa mort, en 1739, elle administrera activement les affaires de la seigneurie.
En 1693, le nom de Marie, alors âgée de 38 ans, apparaît dans le recensement effectué à Port-Royal. Dans ce recensement, il y est indiqué que Marie est la propriétaire de 13 bovins, 15 moutons, 20 cochons, 31 acres de terres cultivables et 2 fusils. 
Marie de Saint-Étienne de La Tour décède le 28 mai 1739 à l'âge de 87 ans. Elle est enterrée 2 jours plus tard, le 30 mai 1739. Le prêtre responsable de la cérémonie est De St. Poncy de La Vernède et les témoins sont Louis Robichaux, François Robichaux and René Richard.